# Henri Nussbaumer
Henri Nussbaumer, né en 1931 à Paris, est un ingénieur et professeur d’informatique français.
Diplômé de l’École centrale Paris en 1954, il a fait carrière à IBM jusqu’en 1981, avant d’enseigner au Laboratoire d'informatique technique (LIT) de l’EPFL.
Il est l’un des fondateurs de l’EURECOM, situé à Sophia Antipolis.